# Porpomyces
Porpomyces är ett släkte av svampar. Porpomyces ingår i familjen Phanerochaetaceae, ordningen Polyporales, klassen Agaricomycetes, divisionen basidiesvampar och riket svampar.
Släktet innehåller bara arten Porpomyces mucidus.